# Un homme dans sa cuisine
Un homme dans sa cuisine (titre original : The Pedant in the Kitchen) est un essai sur la cuisine de Julian Barnes. Dans cet essai l'auteur prend son point de vue : un anglais amateur de cuisine. Il y aborde, sur un ton humoristisque, entre autres sujets : les livres de cuisines et leurs auteurs, les recettes de cuisine, les aliments, les ustensiles de cuisine, les convives.